# 9891 Stephensmith
9891 Stephensmith eller 1995 XN1 är en asteroid i huvudbältet som upptäcktes den 15 december 1995 av den japanska astronomen Takao Kobayashi vid Ōizumi-observatoriet. Den är uppkallad efter Stephen Smith.
Asteroiden har en diameter på ungefär 8 kilometer och den tillhör asteroidgruppen Eunomia.